# Roque Sánchez Javaloy
Roque Sánchez Javaloy (Alhama de Murcia, provincia de Murcia, 31 de marzo de 1874-Alhama de Murcia, 26 de octubre de 1950) fue un militar e intelectual español, uno de los alhameños más destacados de la primera mitad del siglo XX.

## Biografía
Roque de Jesús María Toribio Sánchez Javaloy nació en Alhama el 31 de marzo de 1874, hijo de Manuel María Juan de Dios Ramón Lutgardo Sánchez Hernández y Casilda Javaloy López. Con 18 años se presentó voluntario al Cuerpo de Ingenieros del Ejército y estuvo destinado en el Batallón de Telégrafos, en Madrid. Con el rango de sargento fue destinado a Cuba en 1895. El mismo año recibió la Cruz de Plata al Mérito Militar con distintivo rojo por sus trabajos en transmisiones y por las instalaciones de óptica realizadas en varias posiciones cubanas. Por méritos de guerra en el poblado de Vertientes y en la Sierra de Guisa fue ascendido a oficial en 1897.
Se retiró del servicio militar en 1902, pero mantuvo siempre vínculos con la milicia. Cuando, tras su golpe de Estado, el dictador Miguel Primo de Rivera decreta la organización del Somatén por toda España, el mando en Murcia designa en 1924 a Sánchez Javaloy como subcabo, es decir, segundo responsable del cuerpo en el municipio de Alhama. También colabora, en su calidad de oficial retirado, con la organización de los campamentos de los Exploradores de España que desde 1917 tienen lugar en Sierra Espuña.
En la vida civil llegó a ser teniente de alcalde y juez de paz de su localidad natal. De sólida formación técnica, humanística y musical, junto a Miguel Vivancos Andreo y Jerónimo Ramírez López fundó en 1913 el Círculo Instructivo del Obrero, del que fue primer presidente. Articulista fértil, fundó con Pedro Cánovas y dirigió el semanario local Heraldo de Alhama (1920) y fue colaborador del diario El Liberal de Murcia. Fue autor de ensayos sobre historia, geografía y caza. Desde 1911, en que formó su primera orquesta, hasta casi el momento de su defunción, Sánchez Javaloy se implicó en la vida musical de Alhama durante casi cuatro décadas, dirigiendo varias formaciones, incluida la Banda Municipal de Alhama en la posguerra, y formando muchas generaciones de músicos alhameños. También fue miembro del grupo de vecinos y amigos que acompañó a Santiago Ramón y Cajal en su visita a Sierra Espuña en 1921.
Contrajo primeras nupcias en 1900 con Rita Teresa Lázara Vivancos Andreo (1875-1910), de la que tuvo cuatro hijos:
- Manuel Daniel Ezequiel Sánchez Vivancos (1901-1953), cruz laureada de San Fernando por su defensa heroica de Tikún, cerca de Larache, en 1924-25, e hijo predilecto de Alhama.[10]
- Miguel Fernando Sánchez Vivancos (nacido en 1903).
- Ernesto Hipólito Sánchez Vivancos (nacido en 1906).
- Casilda Sara Sánchez Vivancos (nacida en 1910).

En segundas nupcias, Sánchez Javaloy casó en 1914 con Amanda Francisca Serrano Imbernón (1882-1960), de la que tuvo una hija:
- Consuelo Sánchez Serrano.[11]

El municipio de Alhama de Murcia dedicó una calle principal de su casco urbano a Roque Sánchez Javaloy.

## Obras
- En una publicación de 1931 del matemático alhameño Bernardino Sánchez Vidal (1829-1878) se menciona como fuente de su biografía una Monografía histórica de Alhama inédita de Sánchez Javaloy.[12]
- También publicó el relato de la gesta de su hijo, el laureado sargento Manuel Sánchez Vivancos: El Manco de Tikún. Episodio de la Guerra de Marruecos, prólogo de Óscar Nevado, Murcia: Imprenta Sucesores de Nogués, 1935. El ministerio de la Guerra de la República declaró este libro, del que "es autor el teniente retirado del Arma de Ingenieros D. Roque Sánchez Javaloy", obra "de utilidad para el Ejército" y compró 300 ejemplares para su distribución gratuita en dependencias militares de toda España.[13] No  se le reconoce, no obstante, valor literario.[14]